# Плессур (округ)
Плессур (нем. Bezirk Plessur, романш. district Plessur) — бывший округ в Швейцарии.
Существовал до 2015 года. Входил в кантон Граубюнден. 1 января 2016 года был образован новый регион Плессур, в который вошли все коммуны округа Плессур и коммуна Хальденштайн округа Ландкварт.
Занимает площадь 266,75 км². Население — 38 820 чел. Официальный код — 1829.

## Коммуны округа
| Район Кур (Граубюнден) | Район Кур (Граубюнден) | Район Кур (Граубюнден) | Район Кур (Граубюнден) | Район Кур (Граубюнден) |
| Герб                   | Коммуна                | Население (2005)       | Площадь км²            | Официальный код        |
| ---------------------- | ---------------------- | ---------------------- | ---------------------- | ---------------------- |
| Кур                    | Кур                    | 32 409                 | 28,09                  | 3901                   |

| Район Курвальден | Район Курвальден | Район Курвальден | Район Курвальден | Район Курвальден | Район Курвальден                             |
| Герб             | Коммуна          | Население (2005) | Площадь км²      | Официальный код  | Примечание                                   |
| ---------------- | ---------------- | ---------------- | ---------------- | ---------------- | -------------------------------------------- |
| Курвальден       | Курвальден       | 1215             | 26,69            | 3911             |                                              |
| Маликс           | Маликс           | 694              | 12,56            | 3912             | 1.01.2010 вошли в состав коммуны Курвальден  |
| Парпан           | Парпан           | 264              | 9,29             | 3913             | 1.01.2010 вошли в состав коммуны Курвальден  |
| Праден           | Праден           | 114              | 6,40             | 3914             | 1.01.2009 объединены в коммуну Чирчен-Праден |
| Чирчен           | Чирчен           | 219              | 21,34            | 3915             | 1.01.2009 объединены в коммуну Чирчен-Праден |

| Район Шанфигг | Район Шанфигг | Район Шанфигг    | Район Шанфигг | Район Шанфигг   | Район Шанфигг                                                                                    |
| Герб          | Коммуна       | Население (2005) | Площадь км²   | Официальный код | Примечание                                                                                       |
| ------------- | ------------- | ---------------- | ------------- | --------------- | ------------------------------------------------------------------------------------------------ |
| Ароза         | Ароза         | 2272             | 42,53         | 3921            |                                                                                                  |
| Кальфрайзен   | Кальфрайзен   | 50               | 5,13          | 3922            | 1.01.2013 вошли в состав коммуны Ароза                                                           |
| Кастиль       | Кастиль       | 128              | 5,43          | 3923            | 1.01.2013 вошли в состав коммуны Ароза                                                           |
| Лангвис       | Лангвис       | 297              | 54,96         | 3924            | 1.01.2013 вошли в состав коммуны Ароза                                                           |
| Люэн          | Люэн          | 79               | 3,49          | 3925            | 1.01.2013 вошли в состав коммуны Ароза                                                           |
| Молинис       | Молинис       | 145              | 13,21         | 3927            | 1.01.2013 вошли в состав коммуны Ароза                                                           |
| Пайст         | Пайст         | 215              | 17,89         | 3929            | 1.01.2013 вошли в состав коммуны Ароза                                                           |
| Пагиг         | Пагиг         | 63               | 5,25          | 3928            | 1.01.2008 объединены в коммуну Санкт-Петер-Пагиг, которая 1.01.2013 вошла в состав коммуны Ароза |
| Санкт-Петер   | Санкт-Петер   | 163              | 6,90          | 3930            | 1.01.2008 объединены в коммуну Санкт-Петер-Пагиг, которая 1.01.2013 вошла в состав коммуны Ароза |
| Маладерс      | Маладерс      | 493              | 7,59          | 3926            |                                                                                                  |